# بخش لوخان د کوجو
بخش لوخان د کوجو (به اسپانیایی: Departamento Luján de Cuyo) یک بخش در آرژانتین است که در شمال‌غربی استان مندوسا واقع شده‌است.
بخش لوخان د کوجو ۴٬۸۴۷ کیلومتر مربع مساحت و ۱۷۵۰۵۶ نفر جمعیت دارد.